# Chris Adams (calciatore)
Christopher James Adams, detto Chris (Hornchurch, 6 settembre 1927 – Brentwood, 24 giugno 2012), è stato un calciatore inglese, di ruolo centrocampista.

## Caratteristiche tecniche
Era un'ala sinistra.

## Carriera
Dopo aver giocato nei semiprofessionisti del Romford nel 1948 si è trasferito ai londinesi del Tottenham, militanti nella seconda divisione inglese, con cui nella stagione 1949-1950 ha vinto il campionato; nella stagione 1950-1951 ha esordito nella prima divisione inglese, segnandovi una rete (quella che sblocca il risultato nella vittoria casalinga per 5-0 sul Derby County il 1º marzo 1950) in 5 presenze. Ha poi giocato un'ulteriore partita in prima divisione (la sua ultima in carriera in questa categoria) durante la stagione 1950-1951, nella quale gli Spurs, pur essendo neopromossi, hanno vinto il campionato, conquistando poi anche il Charity Shield nella stagione successiva, nella quale Adams pur restando in rosa non gioca ulteriori partite di campionato. Viene inizialmente riconfermato in squadra anche per la stagione 1952-1953, nella quale passa però a stagione iniziata (nel dicembre del 1952) al Norwich City, club di terza divisione, dove rimane fino al dicembre del 1953 totalizzando complessivamente 29 presenze e 3 reti in incontri di campionato con la maglia dei Canaries. Passa poi ai londinesi del Watford, con cui continua a giocare da professionista fino al termine della stagione 1955-1956, per un totale di 5 reti in 75 presenze in incontri di campionato (tutti in terza divisione). Successivamente ha trascorso otto stagioni consecutive con i semiprofessionisti del Dartford, con i quali ha collezionato complessivamente 216 presenze e 21 reti fra tutte le competizioni ufficiali.
In carriera ha totalizzato complessivamente 110 presenze e 9 reti nei campionati della Football League.

## Palmarès

### Club

#### Competizioni nazionali
- Campionato inglese di seconda divisione: 1

Tottenham: 1949-1950
- Campionato inglese: 1

Tottenham: 1950-1951